# Enzootyczna białaczka bydła
Enzootyczna białaczka bydła (Enzootic bovine leucosis – EBL) jest wirusową chorobą zakaźną bydła o przebiegu przewlekłym; istotą tej choroby jest złośliwy rozplem komórek układu limfatycznego w miejscu ich powstawania i w innych narządach. Rozplemowi bardzo często towarzyszy najpierw białaczkowy obraz krwi, a następnie guzy lub rozlane nacieki białaczkowe w różnych narządach. W Polsce choroba zwalczana z urzędu.

## Przyczyny
Za swoisty czynnik chorobotwórczy uznano Oncornavirusa typu C, należącego do grupy retrowirusów, obejmujących onkogenne wirusy z egzogennym RNA. Wirus enzootycznej białaczki bydła powoduje powstawanie u zakażonego bydła swoistych przeciwciał w surowicy.

## Źródła zakażenia
Głównym źródłem zarazka są zarówno zwierzęta chore z objawami klinicznymi, jak i zwierzęta w okresie wylęgania choroby oraz chorujące bezobjawowo. Szerzenie się choroby odbywa się:
- horyzontalnie – przez kontakt zwierząt chorych ze zdrowymi
- wertykalnie – z matki na potomstwo przez zakażenie śródmaciczne lub przez siarę i mleko, oraz drogą jatrogenną

## Patogeneza
Bramą wejścia zarazka jest najczęściej przewód pokarmowy, uszkodzona skóra, błony śluzowe oraz drogi rodne. Wirus szerzy się w organizmie drogą hematogenną; ma szczególne powinowactwo do komórek układu limfatycznego. Jako wirus onkogenny ma on zdolność pobudzenia poprzez informację genetyczną komórek macierzystej tkanki limfogennej do nadmiernego, niecelowego, a nawet złośliwego jej rozplemu, czego następstwem jest tworzenie się pierwotnych i wtórnych guzów białaczkowych w węzłach chłonnych i w narządach wewnętrznych.

## Objawy
Okres wylęgania choroby może wynosić od kilku miesięcy do 4 lat. Najczęściej pierwsze zmiany białaczkowe we krwi powstają w wieku 2–3 lat, z reguły nie towarzyszą im żadne objawy. Również na początku fazy tworzenia się guzów, gdy brak jeszcze upośledzenia funkcji narządów wywołanego uciskiem, poza obecnością guzów nie ma innych widocznych symptomów choroby. W drugiej fazie jedyną zmianą jest przedbiałaczkowy lub białaczkowy obraz krwi. Kliniczne objawy choroby rozpoczynają się po osiągnięciu przez guzy znacznych rozmiarów; poza tym duże znaczenie ma ich liczba i lokalizacja. Guzy zazwyczaj lokalizują się w węzłach chłonnych zewnętrznych i wewnętrznych oraz w narządach wewnętrznych. W początkowym okresie klinicznie jawnej postaci białaczki występują takie objawy ogólne jak: posmutnienie, spadek mleczności, czasem gorączka, mniejszy apetyt, zmęczenie. W miarę rośnięcia guzów występują zaburzenia ze strony poszczególnych narządów i ich układów: przewodu pokarmowego, narządów ruchu, dróg oddechowych, gałek ocznych, znaczne upośledzenie czynności serca, rdzenia kręgowego. Ta postać choroby z reguły prowadzi do śmierci zwierzęcia. Większość zachorowań przebiega przewlekle. Białaczce, oprócz podanych objawów, towarzyszy niedokrwistość z powodu rozplemu białaczkowego w szpiku kostnym, przewlekłych krwawień w trawieńcu i hemolizy krwinek.

## Rozpoznanie
Najczęściej zakażenie wirusem rozpoznawane jest w badaniu krwi poziomu specyficznych przeciwciał jeszcze przed wystąpieniem objawów klinicznych.
Stosunkowo najłatwiej rozpoznać chorobę w trzeciej fazie jej rozwoju; stwierdzenie wówczas mniej lub bardziej licznych guzów lub płaskich nacieków w węzłach chłonnych bądź dostępnych do badania klinicznego narządach wewnętrznych – umożliwia kliniczną i sekcyjną diagnozę, którą potwierdza się badaniem serologicznym krwi lub badaniem histopatologicznym.